# Magnus Frykberg
Erik Magnus Frykberg, född 31 mars 1967 i Örgryte församling i Göteborg, är en svensk musikproducent, kompositör, mixare och musiker. Han skriver och/eller producerar musik åt artister, till film, tv-program, teater, reklam och webb. 
Titiyos tre första skivor producerades av Magnus Frykberg. Han har samarbetat med andra artister som Little Jinder, Weeping Willows, Peter Morén, Jay-Jay Johanson, Kent, Robyn, Orup, Petter, med flera.
Han har skrivit filmmusik till All Inclusive (Karin Fahlén), Det blir aldrig som man tänkt sig (Måns Herngren & Hannes Holm),  Som man bäddar (Maria Essén) , Leva livet, (Mikael Håfström), 
Han skrev musiken till Lars Noréns uppsättning av pjäsen Personkrets 3:1 på Elverket i Stockholm, samt skrivit mycket musik inom reklam.
Övrig musik i urval: Vinjettmusiken till Bolibompa, Introt till Melodifestivalen, Vinjetten till Nobelfesten
Han är son till Sten Frykberg. Han har samarbetat med Titiyo och har en dotter, Femi, tillsammans med henne